# Oligoneurus gorochovi
Oligoneurus gorochovi är en stekelart som beskrevs av Sergey A. Belokobylskij 1993. Oligoneurus gorochovi ingår i släktet Oligoneurus och familjen bracksteklar. Inga underarter finns listade i Catalogue of Life.